# Cerratón de Juarros
Cerratón de Juarros es un municipio de España, en la provincia de Burgos, Comunidad Autónoma de Castilla y León. Tiene un área de 16,20 km² con una población de 45 habitantes (INE 2024) y una densidad de 2,78 hab/km².

## Geografía
Al sur de La Bureba y en la ladera norte de los Montes de Oca. Recorre su término el río homónimo, afluente del río Oca por su margen izquierda.
Acceso por la carretera local que comunica Villaescusa la Sombría con Villalmóndar en el Valle de los Ajos.

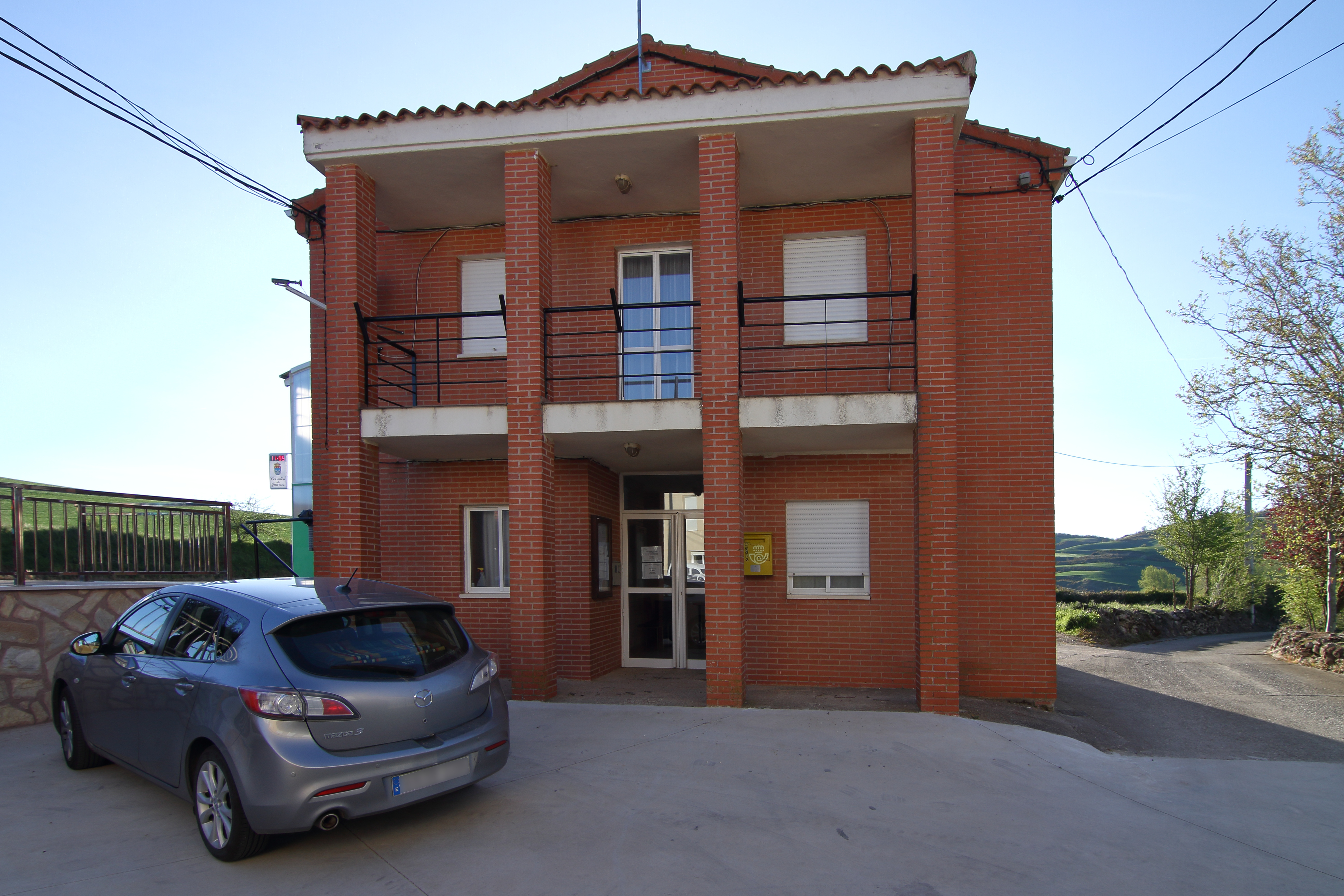
Casa consistorial

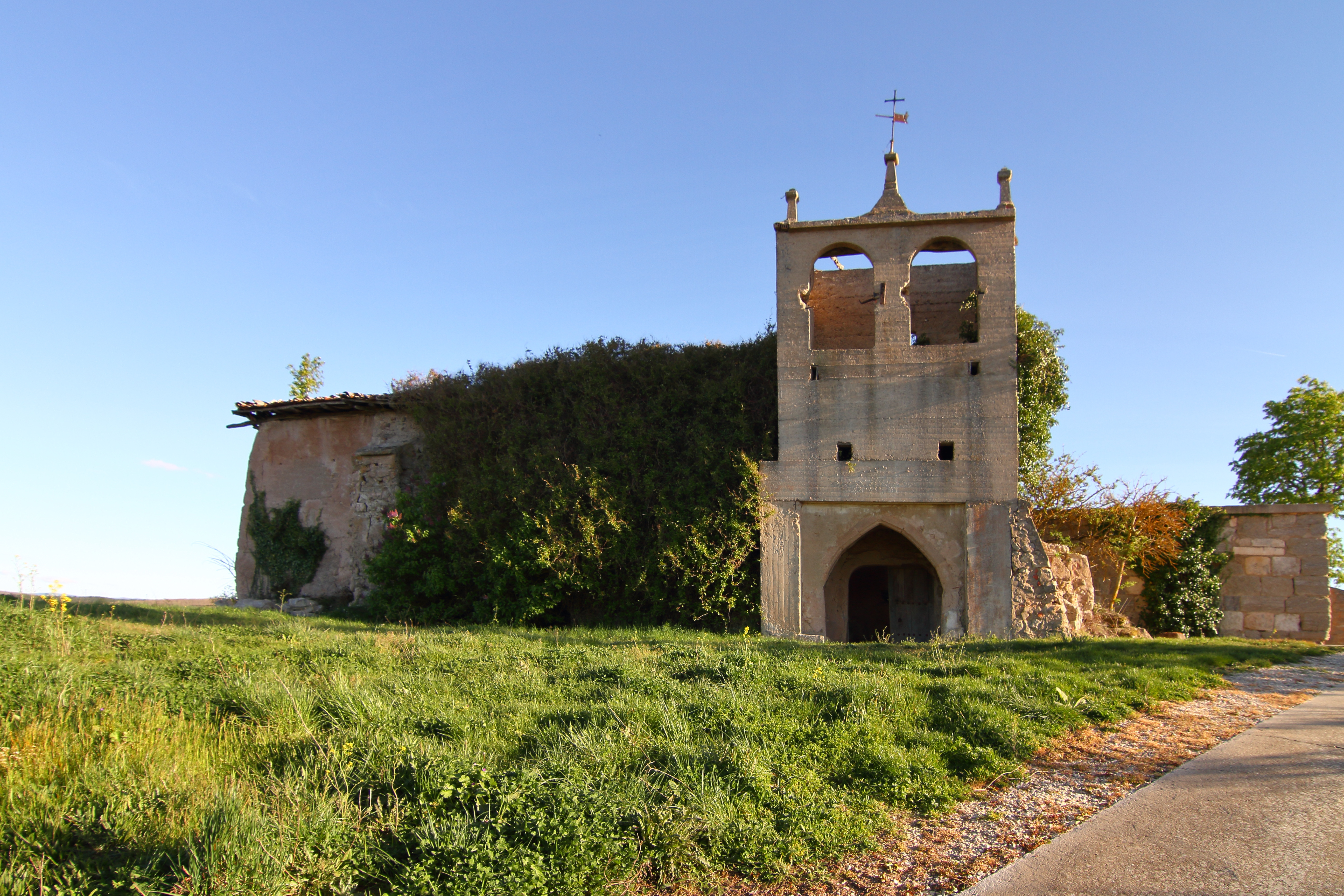
Antigua iglesia

Este municipio comprende la Entidad Local Menor de Turrientes donde residen 8 personas, así como el despoblado de San Otero.

### Municipios limítrofes
- Al norte con Castil de Peones
- Al este con Valle de Oca
- Al sur con Villafranca Montes de Oca
- Al oeste con Arraya de Oca

## Historia
Lugar de la Jurisdicción de Villafranca de Montes de Oca, en el partido Juarros, con jurisdicción de realengo ejercida por su regidor pedáneo.
A la caída del Antiguo Régimen queda constituida como ayuntamiento constitucional del mismo nombre en el partido Belorado, región de Castilla la Vieja, contaba entonces con 59 habitantes.

## Demografía
Cerratón de Juarros cuenta con una población de 45 habitantes (INE 2024).
| Gráfica de evolución demográfica de Cerratón de Juarros entre 1842 y 2021 |
| |
| Población de derecho según los censos de población del INE. Población de hecho según los censos de población del INE.Entre el censo de 1857 y el anterior, crece el término del municipio porque incorpora a Turrientes. |

| 1991 |  | 1996 |  | 2001 |  | 2004 |
| ---- |  | ---- |  | ---- |  | ---- |
| 69   |  | 71   |  | 70   |  | 62   |

## Administración y política
| Periodo   | Nombre                     | Partido |
| --------- | -------------------------- | ------- |
| 1979-1983 | Pedro Marina Moneo         | UCD     |
| 1983-1987 | Pedro Marina Moneo         | UCD     |
| 1987-1991 | Pedro Marina Moneo         | CDS     |
| 1991-1995 | Pedro Marina Moneo         | CDS     |
| 1995-1999 | José Luis Tascón Reoyo     | PP      |
| 1999-2003 | José Emiliano Moneo Alonso | PP      |
| 2003-2007 | Pablo Moneo Delgado        | PP      |
| 2007-2011 | Pedro Marina Moneo         | PP      |
| 2011-2015 | Pedro Marina Moneo         | PP      |
| 2015-2019 | Pedro Marina Moneo         | PP      |
| 2019-2023 | Pedro Marina Moneo         | PP      |
| 2023-act. | Pedro Marina Moneo         | PP      |

## Monumentos y lugares de interés

### Parroquia
Iglesia católica de Santa Eulalia de Mérida, dependiente de la parroquia de Monasterio de Rodilla en el arciprestazgo de Oca-Tirón, diócesis de Burgos